# 南越王庙
南越王庙，位于中国广东省河源市龙川县佗城镇中山街，为龙川县的一个县级文物保护单位，类型为古建筑，公布时间为1962年5月。
南越王庙的历史年代为清代。